# سمیر بوذر
سمیر بوذر (انگلیسی: Samir Bouzar؛ زادهٔ ۱۶ اوت ۱۹۹۹) بازیکن فوتبال اهل نانسی فرانسه است.
از باشگاه‌هایی که در آن بازی کرده‌است می‌توان به باشگاه فوتبال نانسی اشاره کرد.